# Jagdschloss Kellerhügel

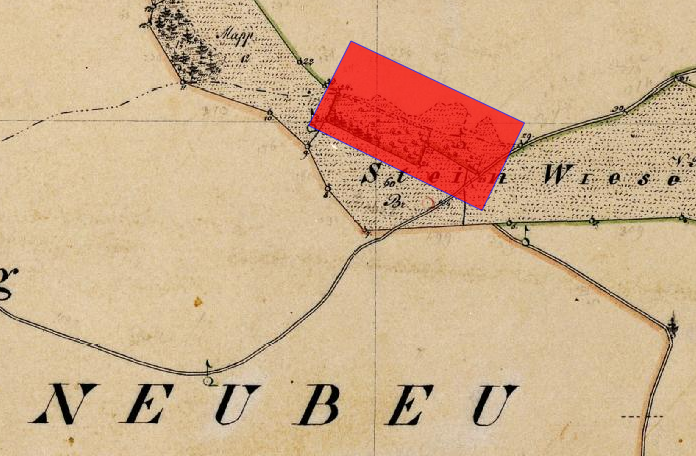
Lageplan von Schloss Bruck (Oberpfalz) auf dem Urkataster von Bayern

Das Jagdschloss Kellerhügel ist ein abgegangenes Jagdschloss am sog. Kellerhügel, ca. 2,5 km nordöstlich entfernt von Mappach, einem Ort der oberpfälzischen Markt Bruck in der Oberpfalz im Landkreis Schwandorf. Der 420 m hohe Kellerhügel gehört zum Bodenwöhrer Forst. Die Anlage wird als Bodendenkmal unter der Aktennummer D-3-6740-0041 im Bayernatlas als „abgegangenes frühneuzeitliches Jagdschloss“ geführt.

## Beschreibung
Der Schlossplatz liegt heute in einem Waldgebiet südlich des Kellerhügels. Im Urkataster von Bayern ist eine Anlage von ca. 100 m in Ost-West-Richtung und 35 m in Nord-Süd-Richtung zu erkennen. Heute ist davon nichts mehr erhalten.